# Delahaye Type 102
Der Delahaye Type 102 ist ein Pkw-Modell der Zwischenkriegszeit. Hersteller war Automobiles Delahaye in Frankreich.

## Beschreibung
Die Fahrzeuge wurden zwischen 1927 und 1931 als sportliche Variante des Delahaye Type 92 hergestellt.
Die erste Serie wurde im Oktober 1927 auf dem Pariser Autosalon präsentiert. Der Vierzylinder-Ottomotor war in Frankreich mit 12 CV eingestuft. Er hat 82 mm Bohrung, 125 mm Hub und 2641 cm³ Hubraum. Er ist vorn im Fahrgestell eingebaut und treibt die Hinterachse an. Alle Karosserien wurden bei externen Karosseriebauunternehmen gefertigt – bekannt sind Tourenwagen und Limousinen. 115 km/h Höchstgeschwindigkeit sind möglich. Die Fahrzeuge wurden auch erfolgreich bei Rennen eingesetzt. Bis 1928 entstanden sieben Fahrzeuge.
Die zweite Serie Type 102 M gab es von 1928 bis 1931. Das Fahrgestell stammte vom Delahaye Type 107 M. Die Zylinderbohrung war mit 82,5 mm etwas größer als vorher. Zusammen mit 125 mm Hub ergibt das 2673 cm³ Hubraum. Die Fahrzeuge wurden 12/15 CV genannt, obwohl sie mit 15 CV eingestuft waren. Der Motor leistet 65 PS. Das Fahrgestell hat 311 cm Radstand. Hiervon entstanden 30 Fahrzeuge. Mindestens ein Fahrzeug wurde als Tourenwagen karossiert.